# 19e étape du Tour de France 1971
La 19e étape du Tour de France 1971 est une étape qui a eu lieu le samedi 17 juillet 1971 entre Blois et Versailles, en France, sur une distance de 185 km.
L'étape est remporté par le Néerlandais Jan Krekels. Le Belge Eddy  Merckx conserve le maillot jaune.

## Classement de l'étape
| \| Classement de l'étape \| Classement de l'étape \| Classement de l'étape \| Classement de l'étape \| Classement de l'étape \| \| Coureur \| Coureur \| Pays \| Équipe \| Temps \| \| --------------------- \| ------------------------ \| --------------------- \| ------------------------ \| --------------------- \| \| 1er \| Jan Krekels \| Pays-Bas \| Goudsmit-Hoff \| \| \| 2e \| Cyrille Guimard \| France \| Fagor-Mercier-Hutchinson \| \| \| 3e \| Jean-Pierre Danguillaume \| France \| Peugeot-BP-Michelin \| \| \| 4e \| Wilmo Francioni \| Italie \| Ferretti \| \| \| 5e \| Marinus Wagtmans \| Pays-Bas \| Molteni \| \| \| 6e \| Herman Vanspringel \| Belgique \| Molteni \| \| \| 7e \| Luciano Armani \| Italie \| Scic \| \| \| 8e \| Julien Stevens \| Belgique \| Molteni \| \| \| 9e \| Victor Van Schil \| Belgique \| Molteni \| \| \| 10e \| Joaquim Agostinho \| Portugal \| Hoover-de Gribaldy \| \| |                          |          |                          |       |
| |                          |          |                          |       |
| |                          |          |                          |       |
| Classement de l'étape |                          |          |                          |       |
| Coureur | Coureur                  | Pays     | Équipe                   | Temps |
| 1er | Jan Krekels              | Pays-Bas | Goudsmit-Hoff            |       |
| 2e | Cyrille Guimard          | France   | Fagor-Mercier-Hutchinson |       |
| 3e | Jean-Pierre Danguillaume | France   | Peugeot-BP-Michelin      |       |
| 4e | Wilmo Francioni          | Italie   | Ferretti                 |       |
| 5e | Marinus Wagtmans         | Pays-Bas | Molteni                  |       |
| 6e | Herman Vanspringel       | Belgique | Molteni                  |       |
| 7e | Luciano Armani           | Italie   | Scic                     |       |
| 8e | Julien Stevens           | Belgique | Molteni                  |       |
| 9e | Victor Van Schil         | Belgique | Molteni                  |       |
| 10e | Joaquim Agostinho        | Portugal | Hoover-de Gribaldy       |       |

## Classements à l'issue de l'étape

### Classement général
| \| Classement général \| Classement général \| Classement général \| Classement général \| Classement général \| \| Coureur \| Coureur \| Pays \| Équipe \| Temps \| \| ------------------ \| -------------------- \| ------------------ \| ------------------------ \| ------------------ \| \| 1er \| Eddy Merckx \| Belgique \| Molteni \| \| \| 2e \| Lucien Van Impe \| Belgique \| Sonolor-Lejeune \| \| \| 3e \| Joop Zoetemelk \| Pays-Bas \| Flandria-Mars \| \| \| 4e \| Bernard Thévenet \| France \| Peugeot-BP-Michelin \| \| \| 5e \| Leif Mortensen \| Danemark \| BiC \| \| \| 6e \| Joaquim Agostinho \| Portugal \| Hoover-de Gribaldy \| \| \| 7e \| Cyrille Guimard \| France \| Fagor-Mercier-Hutchinson \| \| \| 8e \| Bernard Labourdette \| France \| BiC \| \| \| 9e \| Lucien Aimar \| France \| Sonolor-Lejeune \| \| \| 10e \| Vicente López Carril \| Espagne \| Kas-Kaskol \| \| |                      |          |                          |       |
| |                      |          |                          |       |
| |                      |          |                          |       |
| Classement général |                      |          |                          |       |
| Coureur | Coureur              | Pays     | Équipe                   | Temps |
| 1er | Eddy Merckx          | Belgique | Molteni                  |       |
| 2e | Lucien Van Impe      | Belgique | Sonolor-Lejeune          |       |
| 3e | Joop Zoetemelk       | Pays-Bas | Flandria-Mars            |       |
| 4e | Bernard Thévenet     | France   | Peugeot-BP-Michelin      |       |
| 5e | Leif Mortensen       | Danemark | BiC                      |       |
| 6e | Joaquim Agostinho    | Portugal | Hoover-de Gribaldy       |       |
| 7e | Cyrille Guimard      | France   | Fagor-Mercier-Hutchinson |       |
| 8e | Bernard Labourdette  | France   | BiC                      |       |
| 9e | Lucien Aimar         | France   | Sonolor-Lejeune          |       |
| 10e | Vicente López Carril | Espagne  | Kas-Kaskol               |       |